# 樂富襲擊事件
樂富襲擊事件，是指2020年5月8日凌晨發生在香港九龍黃大仙區樂富的襲擊事件。當日凌晨約零時半，一批約二十名男女帶同𠝹刀、鐵鏟及油漆等工具，到樂富商場通往橫頭磡邨行人天橋，擬拆走「連儂牆」上的文宣。其間有市民發現喝止，雙方指罵並發生爭執，隨後破壞連儂牆一方的人士找來數十名持械人士來到現場，並開始襲擊在場市民，其間有施襲者涉以硬物及利器打傷市民，據悉有市民慘被打甩牙或遭打至眼腫。事件中七人受傷，施襲者及受害者兩方共有十人被到場警員的拘捕，但大部分施襲者卻未被拘捕，甚至在警員到場後仍能安然離去。有市民稱襲擊事件起因是施襲者施暴，警方卻未有拘捕所有施襲者，又拘捕了部份無辜的市民，質疑警方執法不公平。

## 經過

### 襲擊事件
2020年5月8日凌晨零時，大約二十名人士帶備鎚仔、鎅刀及鐵鏟於樂富破壞張貼於連儂牆的標語，有途人發現後阻止。隨後破壞連儂牆的人士找來數十名持械人士來到現場，並開始襲擊在場市民。據現場的目擊者指出，最高峰時有四十多名施襲者襲擊四名普通市民，其中一名市民被毆打至牙齒脫落，另一名市民則因被瘋狂毆打頭部而導致眼部受傷。據網民提供手機拍攝影片，畫面中見到有人倒地，遭多名人士施襲。施襲者亦曾恐嚇在場市民，聲稱今日在樂富，明日就會在黃大仙和觀塘，未來亦會於各區連儂牆進行襲擊。

### 警員到場調查 施襲者仍可截的士離開
據《香城公民媒體》的直播片段顯示，警方抵達現場後，在場市民質疑警方派出的警力不足，不久即發現施襲者乘坐的士離開。有市民要求警方追截，不過軍裝警員並沒有即時追截，直至一名市民追前，數名便衣警員才在後面跟隨，惟該的士已經遠去。香城公民媒體的記者轉述一名在場人士指一名女子被施襲者強行捉上的士。現場一名女士指，她跟朋友回家時路過現場看見人群聚集，認為他們違反了限聚令，便喝止及報警，但隨即被對方襲擊。該名女士說他們手持武器，其友人更遭扯著頭髮捉走。一名市民因聽到嘈吵聲而趕到現場，看見二十至四十人在擾攘打鬥，更有人揮棍，警察到場時並沒有即時阻止施襲者。他認為警方處理事件的手法奇怪，認為應該限制現場人士離開。傳媒引述現場消息指至少一人受傷要送院，有人被打到牙齒脫落，另一人眼部受傷，地上留有血跡。

### 有市民不滿遇襲者被捕要求解釋 警員聲言何須交代
警方其後拉起封鎖線進行調查，吸引一批市民圍觀，其中有人不滿警方將遇襲的市民帶上警車，引起周邊群眾一度鼓譟。其中4名被襲市民被警方以公眾地方打鬥為由拘捕，另外兩名施襲者被捕。有數名市民認出其中兩名女施襲者在聚集人群中，其中一人卻反指兇器是由受襲市民持有，並自稱為證人。另一名被指是施襲者的女子，直播片段見到她在現場正常說話、行來行去至少30分鐘，但之後突然包紮頭部。有人認出該兩名女子曾在同年5月1日於觀塘指罵擺設街站的市民。有人質疑警方執法不公，一度阻止警車離開，並大叫「打人你唔啦，被打你就拉！」要求警方交代及立即釋放被襲傷者。其後一名女子要求警方解釋為什麼要將被襲擊的人帶上警車，又指自己是其中一人的姐姐。一名警員以「因為在公眾地方打架。」回應，當女子再問會帶往那處時，警員以「去邊我洗乜同你交代呀！」回應。女子：「我要知道小朋友而家發生咩事。」警員：「我都係小朋友呀！」此語一出引起現場人士嘩然。最後警方帶走4名被襲的市民。

### 有市民拍到警員疑似指示施襲者離開
大部分施襲者於警方到場前已離去，警方將至少四名仍在現場的疑似施襲者帶走，未知是否拘捕。警方初步指，一共帶走十人調查。有市民在高處拍下警方到場後的情況，發現當警員把受襲人士困在封鎖線內，另有警員則同疑似施襲者傾談，似是叫他們離開，之後有警員指示疑似施襲者離去。據黃大仙區議會區議員劉珈汶表示，橫頭磡邨內除後樓梯及大堂門口位置有閉路電視外，其他地方均不設閉路電視，她會嘗試尋找較清晰拍攝到事發經過的鏡頭。事後有市民發現一袋東西散落一地，有生果、疑似辣椒醬樽和刀片被遺下，有市民指是女施襲者的物品，但沒有被警方帶走。

## 拘捕及傷者情況
警方以涉嫌普通襲擊、在公眾地方打架及非法集結等罪名拘捕9男6女，被捕人士中7人為傷者。傷者中有人手指骨折、牙齒脫落，另外有人眼部腫起、滿佈血絲及傷痕。

## 反應

### 三名區議員發聯合聲明強烈譴責施襲者行為及警方濫捕
黃大仙區議會三名區議員劉珈汶、鄭文杰和梁銘康發表聲明，譴責施襲者的行為及警方濫捕遇襲人。他們形容事件相當於元朗襲擊事件。他們的聲明指出該批人士手持𠝹刀等物品襲擊附近街坊，一直追打至富美街附近。首批警員到場時施襲者仍然在現場，但即使在場市民向警方指認施襲者，警方卻無意拘捕或盤問，最終絕大部份施襲者在警方增援前逃去。三名區議員強烈譴責施襲者暴行及警方包庇施襲者。聲明強調，警方到場時，在場街坊主動向警方提供資料協助調查，卻被警方以涉嫌公眾地方打鬥罪名被捕，指警方此舉無疑是給市民一個錯覺，就是即使目睹任何犯罪過程都不要向警方提供資料，以免反被警方拘捕。

### 黃大仙區議會一致同意通過動議譴責施襲者及警方
2020年5月9日，黃大仙區議會三名區議員劉珈汶、鄭文杰和梁銘康致函黃大仙區議會主席許錦成，要求在5月12日黃大仙區議會第四次會議中討論樂富襲擊事件，因此樂富襲擊事件被列入黃大仙區議會第四次會議的會議議程進行討論。最終黃大仙區議會在第四次會議上全體二十五名議員一致同意通過由劉珈汶、鄭文杰和梁銘康提出的《強烈譴責施襲者行為及警方濫捕之舉》動議。